# 桜町停留場
桜町停留場（さくらまちていりゅうじょう、桜町電停）は、長崎県長崎市桜町にある長崎電気軌道桜町支線の停留場である。駅番号は44。
3号系統が停車する。

## 歴史
当停留場は1919年（大正8年）に豊後町停留場（ぶんごまちていりゅうじょう）として開業した。1921年（大正10年）には小川町停留場（おがわまちていりゅうじょう）に改称。停留場名は「おがわまち」と呼称するが実際の町名は「こがわまち」で、誤りが定着したものであった。
当時の停留場は瓊の浦公園近く（北緯32度45分1.4秒 東経129度52分34.4秒 / 北緯32.750389度 東経129.876222度）にあり、桜町支線は当停留場から先、蛍茶屋支線との接続点にあたる古町停留場（廃止）に向かって峠を越えていた。路線は当停留場の先で40パーミルの上り勾配に差し掛かり、桜町公園の外周に沿うように90度右折してピークを迎え、そこで国道34号と交差。その後は40パーミルの下り勾配に転じて古町へと通じていた。この峠の頂点にあたる場所には（旧）桜町停留場（北緯32度45分2.5秒 東経129度52分43.3秒 / 北緯32.750694度 東経129.878694度）があり、当停留場に先んじて桜町を名乗った。
峠越えの区間は戦後の1954年（昭和29年）、国道34号との交差部が立体交差化したことにより廃止。桜町支線は当停留場から公会堂前停留場（現在の市役所停留場）に向かって切通しの中を通り、国道の下を抜けるようになった。このとき当停留場は移設、（旧）桜町停留場は廃止されている。代わって当停留場が桜町と称するようになったのは1966年（昭和41年）のことである。
当停留場は3号系統のみが停車するため、事故等で3号系統の運転が休止されると当停留場に停車する電車はなくなる。3号系統の電車は2007年から2016年までの10年間に4回、公会堂前停留場の交差点で脱線事故を起こしていて、運休により当停留場の乗り場が閉鎖されたこともある。
また、路面電車同士の乗換制度は、長らく新地中華街停留場での1号系統と5号系統のみが設定されており、両系統とも停車しない唯一の停留場である本停留場からは利用できなかった。2020年7月1日に「新地中華街の混雑緩和のため」として市民会館停留場（現在の市役所停留場）での3号系統と4号系統・5号系統の乗換が、ついで2022年9月1日には4号系統の減便の代替として長崎駅前停留場での3号系統と1号系統の乗換が設定され、本停留場も全停留場と1回分の運賃で行き来できるようになった。

### 年表
- 1919年（大正8年）12月25日：豊後町停留場として開業。（旧）桜町停留場もこのとき開業する[2]。
- 1921年（大正10年）：小川町停留場に改称[2]。
- 1945年（昭和20年）8月9日：原爆投下により不通[8]。
- 1946年（昭和21年）1月11日：長崎駅前から小川町を経て古町までの区間が復旧[8]。
- 1954年（昭和29年）3月：峠越えの区間を廃止。ルート変更により（旧）桜町停留場が廃止、小川町停留場を移設[5]。
- 1966年（昭和41年）9月20日：桜町停留場に改称[2]。
- 2003年（平成15年）3月26日：停留場を改築[9]。

## 構造
桜町停留場は併用軌道区間にあり、道路上にホームが設けられる。ホームは2面あり、東西方向に伸びる2本の線路を挟んで向かい合わせに配置されている（相対式ホーム）。線路の北側にあるのが市役所・蛍茶屋方面行き、南側にあるのが長崎駅前・赤迫方面行きのホーム。
2003年にはホームの上屋がテント式から景観に配慮したシェルター式に改修された。

## 利用状況
長崎電軌の調査によると1日の乗降客数は以下の通り。
- 1998年 - 2,351人[1]
- 2015年 - 1,900人[13]

## 周辺
長崎市役所と長崎放送（NBC）本社の最寄り停留場で、市役所を訪れる市民やテレビ局で開催されるイベントに行く人の利用も多い。近くには桜町公園や長崎市立桜町小学校、長崎県立長崎図書館がある。
1954年に廃止された旧線跡は一部が道路としてそのまま残っている。峠の頂点から古町に向かう下り坂の一部は勝山市場の通路として利用されていて、40パーミルの勾配も往時のままである。
- 長崎歴史文化博物館
- 聖福寺
- 長崎バス「桜町」バス停留所
- 長崎県立長崎図書館
- 長崎市立図書館
- 長崎市消防局

## 隣の停留場
長崎電気軌道
桜町支線
長崎駅前停留場 (27) - 桜町停留場 (44) - 市役所停留場 (45)